# Конотопська округа
Коното́пська окру́га (Коноті́пська) — адміністративно-територіальна одиниця Української СРР в 1923–1930 роках. Утворена 1923 року у складі Чернігівської губернії. Адміністративний центр — місто Конотоп. У червні 1925 року губернії в Україні було скасовані і округа перейшла в пряме підпорядкування Української СРР. Після скасування окружного поділу в липні 1930 року райони Конотопської округи передані в пряме підпорядкування Української СРР.

## Склад округи
На час утворення (1923) округа налічувала 11 районів:
1. Борзнянський район — з волостей: Борзенської з м. Борзнею й Шаповалівської.
2. Плисківський район — з волостей: В.-Загоровської, Плисківської, Івангородської.
3. Коропський район — з волостей: Коропської з м. Коропом, Шаболінівської, Оболонської.
4. Батуринський район — з волостей: Батуринської, Краснянської.
5. Алтинівський район — з волостей: Алтинівської, Атюської.
6. Кролевецький район — з волостей: Кролевецької з м. Кролевцем і Мутинської.
7. Бахмацький район — з волостей: Бахмачеської, Стрильницької.
8. Конотопський район — з волостей: Конотопської, Семенівської, Попівської.
9. Парафіївський район — з волостей: Парафіївської, Фастовецької, Кальчинівської.
10. Дмитрівський район — з волостей: Дмитрівської, Красно-Колядинської, Григорівської, Гайворонської, Голенської, Депотівської.
11. Карабутівський район — з волостей: Карабутівської, Велико-Самборської, Курилівської, Кошарської.
Згідно з Постановою ВУЦВК і РНК УСРР № 313 від 10 грудня 1924 року «Про зміну адміністраційно-територіяльного поділу Чернигівщини»:
1. Парафіївський район Конотопської округи розформувати, приєднавши:
а) Парафіївську й Петрушинську Сільради — до Іченського району, Ніжинської округи;
б) Туркенівську, Лисогорську, Терешихінську, Біло-Везьку, Кальчинівську, Рундевіську і Велико-Верденську Сільради — до Дмитріївського району Конотопської округи;
в) Фастовецьку, Бельмачевську й Мартинівську Сільради — до Плисківського району Конотопської округи.
3. Перечислити село Крупичпілля, Плисівського району, Конотопської округи до складу Іченського району Ніжинської округи.
10. Перечислити с. Нові-Млини Коропського району, Конотопської округи до складу Батуринського району тої самої округи.
11. Перечислити хут. Глибокий, Батуринського району, Конотопської округи до складу Бахмацького району тої самої округи.
12. Перечислити с. Малий-Самбір, Карабутівського району, Конотопської округи, до складу Конотопського району тої самої округи.
13. Перечислити с. Кербутівку, Коропського району, Конотопської округи, до складу Батуринського району тої самої округи.
14. Перечислити хут. Карацюбин, Алтинівського району, Конотопської округи, до складу Батуринського району тої самої округи.
Згідно з Постановою ВУЦВК і РНК УСРР № 239 від 3 червня 1925 року «Про скасування Сновської округи на Чернигівщині й инші зміни адміністраційно-територіяльного поділу тої самої губернії»:
1. Сновську округу на Чернігівщині розформувати, віднісши території:
в) Корюківського, Менського, Сосницького й Чорнотицького районів у склад Конотопської округи.
2. Синявський район розформовуваної Сновської округи розформувати, віднісши території:
а) Волосківської, Дягівської й Степанівської сільрад у склад Менського району, включеного в склад Конотопської округи;
3. Клишковський район Новгород-Сіверської округи розформувати, віднісши території:
б) Погорільської сільради й х. х. Губаровщини й Заровчаки у склад Кролевецького району Конотопської округи.
5. Перечислити Плисківський район Конотопської округи в склад Ніжинської округи.
Постановою ВУЦВК і РНК УСРР № 371 від 19 серпня 1925 р. Охрамієвський і Холменський райони перейменованої Новгород-Сіверської округи перечислено в склад Конотопської округи.
За даними на 1 жовтня 1925, складалася з 15 районів та 199 сільрад.

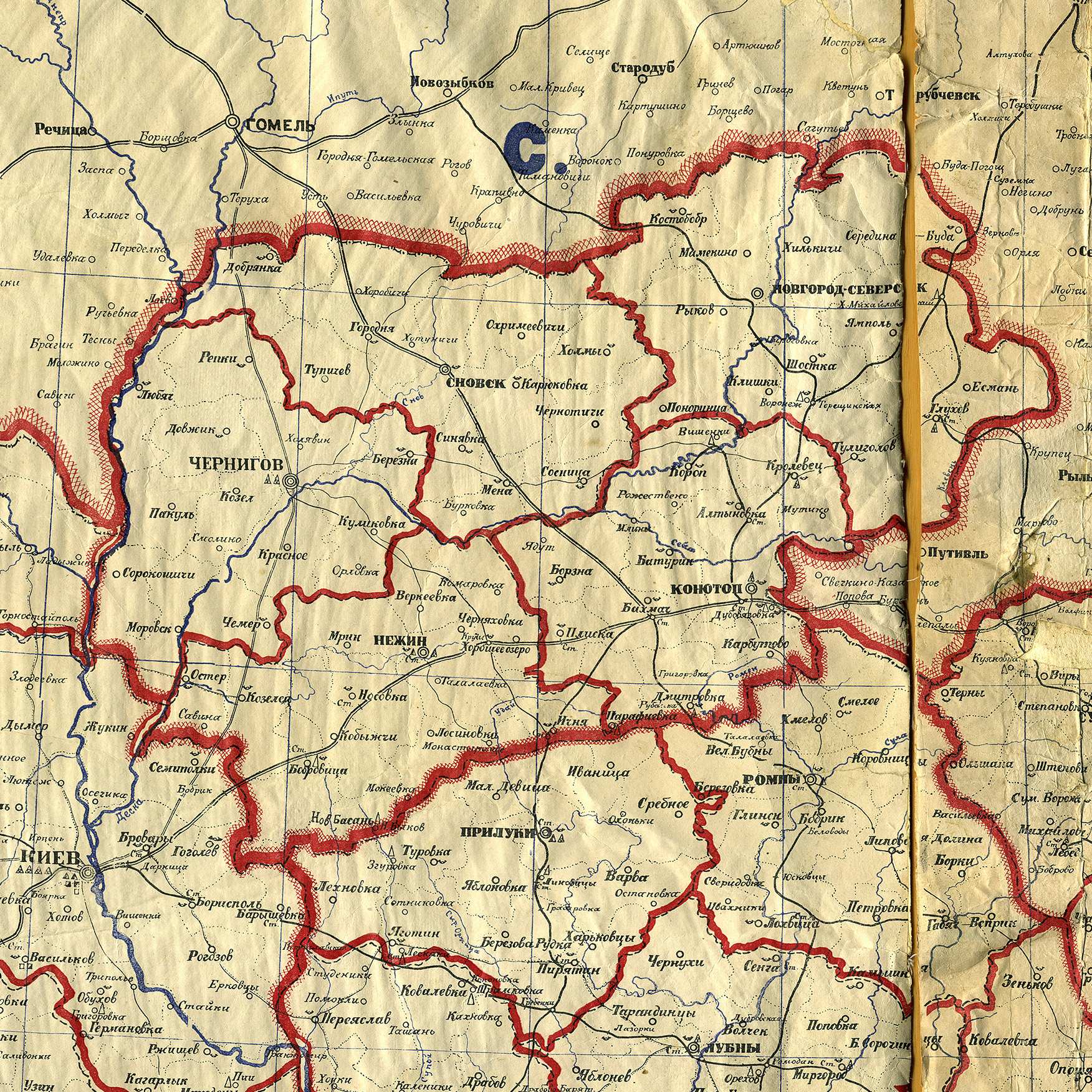
Карта Конотопської округи у складі Чернігівської губернії, 1923
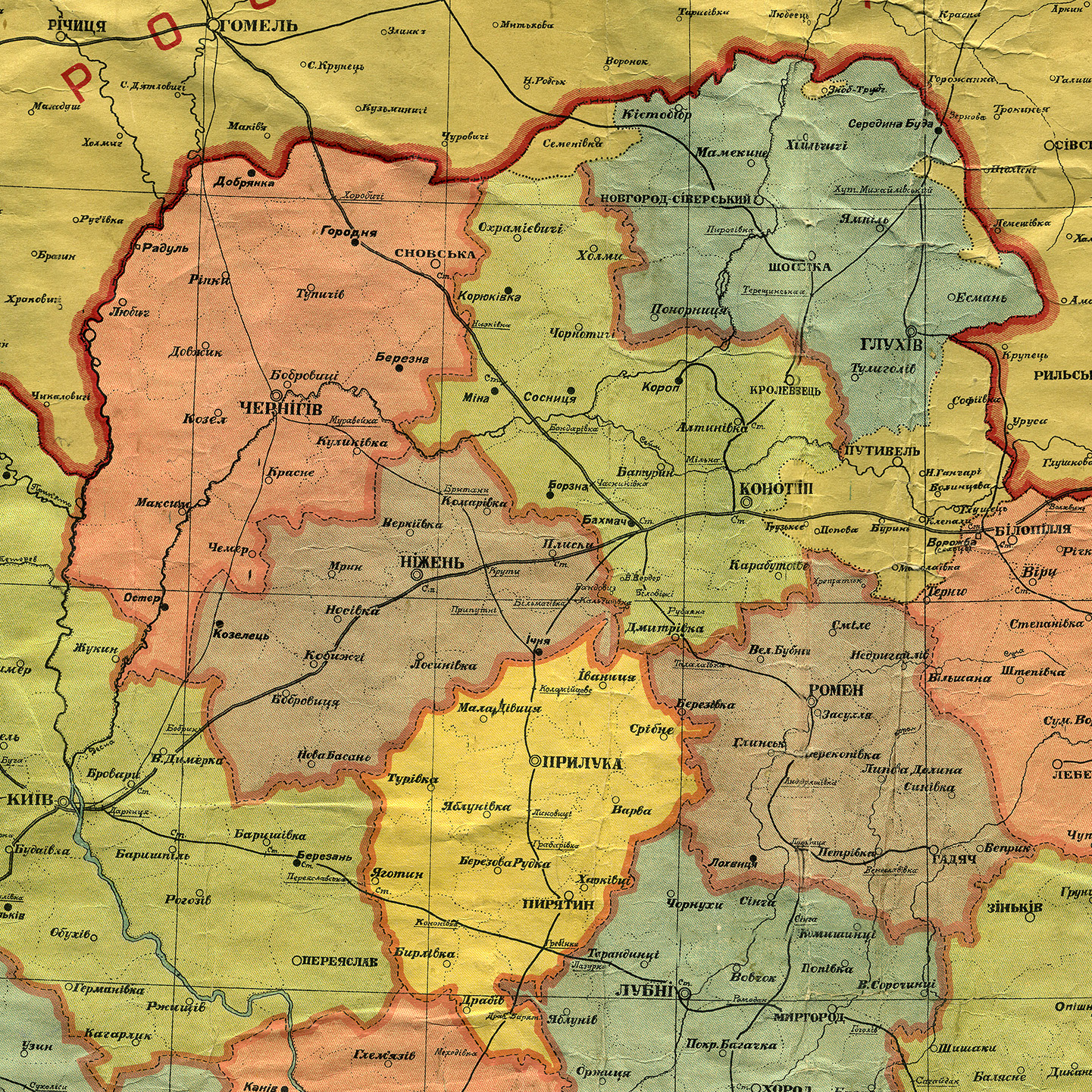
Карта Конотопської округи, адміністративні межі станом на 1 жовтня 1925
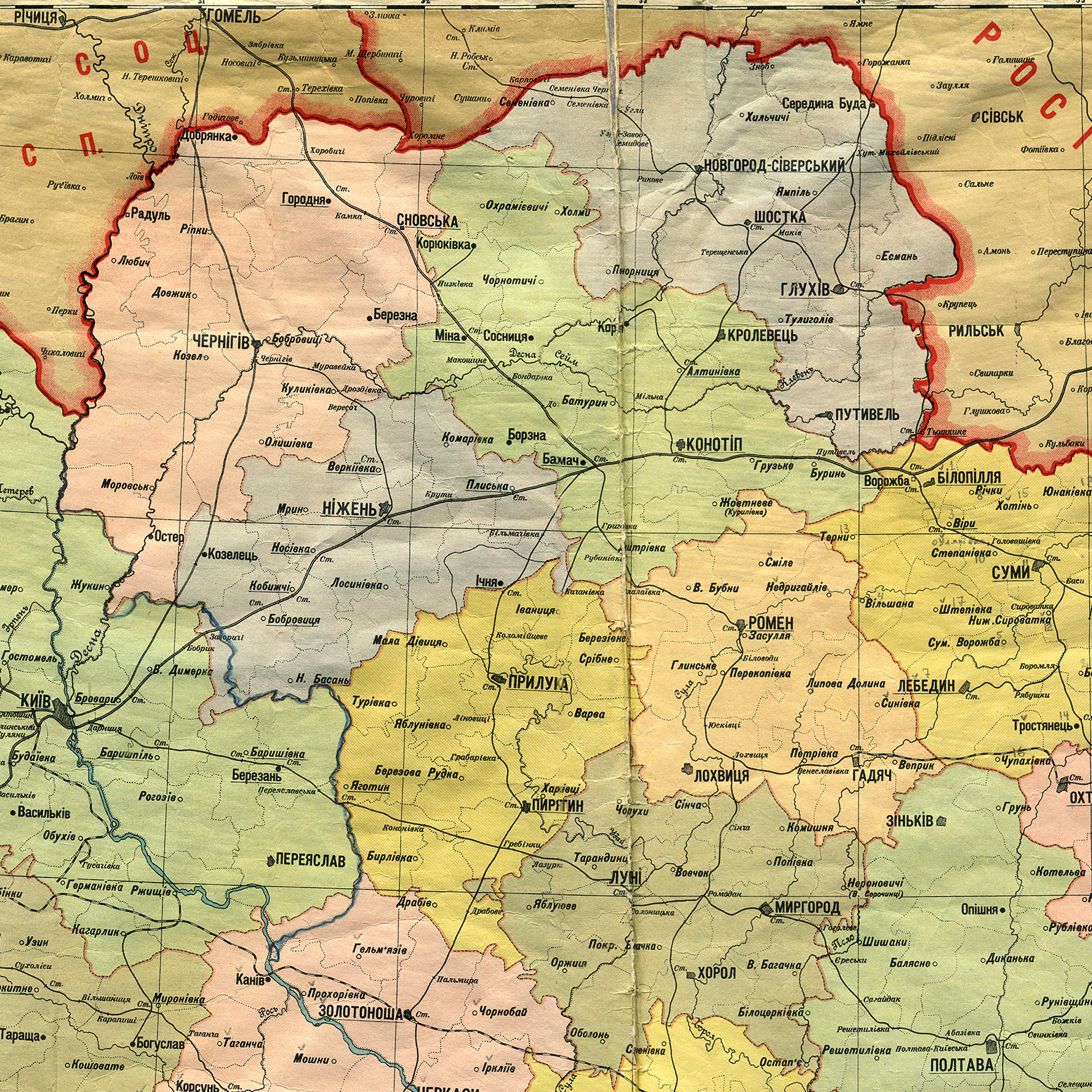
Карта Конотопської округи, адміністративні межі станом на 1 березня 1927

## Населення
Згідно з Всесоюзним переписом населення 1926 року чисельність населення округи становила 660,1 тис. чоловік. У тому числі українців — 94,5 %; євреїв — 2,1 %; росіян — 2,1 %.

### Національний склад
Населення районів та міст Конотопської округи за переписом 1926 р.
| 1  | Конотоп                   | 33 571 | 22 675 | 67,5 % | 4 645 | 13,8 % | 5 763 | 17,2 % | 183 | 0,5 % | 26    | 0,1 % |
| 2  | Алтинівський район        | 28 730 | 28 463 | 99,1 % | 163   | 0,6 %  | 46    | 0,2 %  | 6   |       | 3     |       |
| 3  | Батуринський район        | 33 453 | 33 094 | 98,9 % | 169   | 0,5 %  | 155   | 0,5 %  | 9   |       | 2     |       |
| 4  | Бахмацький район          | 40 263 | 37 785 | 93,8 % | 1 117 | 2,8 %  | 661   | 1,6 %  | 119 | 0,3 % | 25    | 0,1 % |
| 5  | Бахмач                    | 6 817  | 4 825  | 70,8 % | 773   | 11,3 % | 612   | 9,0 %  | 108 | 1,6 % | 15    | 0,2 % |
| 6  | Бахмацький район (села)   | 33 446 | 32 960 | 98,5 % | 344   | 1,0 %  | 49    | 0,1 %  | 11  |       | 10    |       |
| 7  | Борзнянський район        | 45 344 | 44 080 | 97,2 % | 380   | 0,8 %  | 717   | 1,6 %  | 39  | 0,1 % | 8     |       |
| 8  | Борзна                    | 10 903 | 9 934  | 91,1 % | 233   | 2,1 %  | 697   | 6,4 %  | 10  | 0,1 % | 2     |       |
| 9  | Борзнянський район (села) | 34 441 | 34 146 | 99,1 % | 147   | 0,4 %  | 20    | 0,1 %  | 29  | 0,1 % | 6     |       |
| 10 | Буринський район          | 42 875 | 40 059 | 93,4 % | 2 437 | 5,7 %  | 201   | 0,5 %  | 66  | 0,2 % | 9     |       |
| 11 | Буринь                    | 1 325  | 566    | 42,7 % | 677   | 51,1 % | 33    | 2,5 %  | 30  | 2,3 % | 0     |       |
| 12 | Буринський район (села)   | 41 550 | 39 493 | 95,0 % | 1 760 | 4,2 %  | 168   | 0,4 %  | 36  | 0,1 % | 9     |       |
| 13 | Грузчанський район        | 47 541 | 46 489 | 97,8 % | 892   | 1,9 %  | 24    | 0,1 %  | 44  | 0,1 % | 7     |       |
| 14 | Дмитрівський район        | 55 091 | 48 367 | 87,8 % | 473   | 0,9 %  | 606   | 1,1 %  | 48  | 0,1 % | 5 479 | 9,9 % |
| 15 | Конотопський район        | 43 207 | 42 569 | 98,5 % | 465   | 1,1 %  | 26    | 0,1 %  | 48  | 0,1 % | 20    |       |
| 16 | Коропський район          | 49 069 | 47 906 | 97,6 % | 255   | 0,5 %  | 826   | 1,7 %  | 34  | 0,1 % | 4     |       |
| 17 | Короп                     | 6 481  | 5 608  | 86,5 % | 75    | 1,2 %  | 787   | 12,1 % | 5   | 0,1 % | 0     |       |
| 18 | Коропський район (села)   | 42 588 | 42 298 | 99,3 % | 180   | 0,4 %  | 39    | 0,1 %  | 29  | 0,1 % | 4     |       |
| 19 | Корюківський район        | 26 527 | 24 750 | 93,3 % | 718   | 2,7 %  | 855   | 3,2 %  | 54  | 0,2 % | 8     |       |
| 20 | Корюківка                 | 6 621  | 5 284  | 79,8 % | 566   | 8,5 %  | 712   | 10,8 % | 22  | 0,3 % | 3     |       |
| 21 | Корюківський район (села) | 19 906 | 19 466 | 97,8 % | 152   | 0,8 %  | 143   | 0,7 %  | 32  | 0,2 % | 5     |       |
| 22 | Кролевецький район        | 44 170 | 42 081 | 95,3 % | 685   | 1,6 %  | 1 304 | 3,0 %  | 27  | 0,1 % | 6     |       |
| 23 | Кролевець                 | 12 580 | 10 621 | 84,4 % | 570   | 4,5 %  | 1 304 | 10,4 % | 19  | 0,2 % | 5     |       |
| 24 | Кролевецький район (села) | 31 590 | 31 460 | 99,6 % | 115   | 0,4 %  | 0     |        | 8   |       | 1     |       |
| 25 | Менський район            | 36 717 | 34 702 | 94,5 % | 535   | 1,5 %  | 1 343 | 3,7 %  | 20  | 0,1 % | 6     |       |
| 26 | Мена                      | 7 246  | 5 469  | 75,5 % | 394   | 5,4 %  | 1 321 | 18,2 % | 13  | 0,2 % | 1     |       |
| 27 | Менський район (села)     | 29 471 | 29 233 | 99,2 % | 141   | 0,5 %  | 22    | 0,1 %  | 7   |       | 5     |       |
| 28 | Октябрьський район        | 24 425 | 24 164 | 98,9 % | 187   | 0,8 %  | 18    | 0,1 %  | 6   |       | 20    | 0,1 % |
| 29 | Охроміївський район       | 25 062 | 24 899 | 99,3 % | 86    | 0,3 %  | 33    | 0,1 %  | 4   |       | 1     |       |
| 30 | Сосницький район          | 34 356 | 32 643 | 95,0 % | 263   | 0,8 %  | 1 281 | 3,7 %  | 24  | 0,1 % | 10    |       |
| 31 | Сосниця                   | 6 948  | 5 616  | 80,8 % | 159   | 2,3 %  | 1 141 | 16,4 % | 7   | 0,1 % | 7     | 0,1 % |
| 32 | Сосницький район (села)   | 27 408 | 27 027 | 98,6 % | 104   | 0,4 %  | 140   | 0,5 %  | 17  | 0,1 % | 3     |       |
| 33 | Холменський район         | 29 230 | 28 908 | 98,9 % | 100   | 0,3 %  | 171   | 0,6 %  | 10  |       | 2     |       |
| 34 | Чорнотицький район        | 20 499 | 20 412 | 99,6 % | 54    | 0,3 %  | 17    | 0,1 %  | 3   |       | 0     |       |

### Мовний склад
Рідна мова населення округи за переписом 1926 року
| Район              | Населення, осіб | Рідна мова, % | Рідна мова, % | Рідна мова, % |
| Район              | Населення, осіб | українська    | російська     | інша          |
| ------------------ | --------------- | ------------- | ------------- | ------------- |
| Конотоп            | 33 571          | 53,1          | 33,5          | 13,4          |
| Алтинівський       | 28 730          | 98,5          | 0,9           | 0,6           |
| Батуринський       | 33 453          | 96,7          | 2,5           | 0,7           |
| Бахмацький         | 40 263          | 91,9          | 6,4           | 1,7           |
| Борзнянський       | 45 344          | 96,7          | 1,5           | 1,8           |
| Буринський         | 42 875          | 87,9          | 11,3          | 0,8           |
| Грузчанський       | 47 541          | 86,6          | 13,2          | 0,3           |
| Дмитрівський       | 55 091          | 87,6          | 4,1           | 8,2           |
| Конотопський       | 43 207          | 98,3          | 1,3           | 0,4           |
| Коропський         | 49 069          | 95,1          | 3,2           | 1,7           |
| Корюківський       | 26 527          | 73,7          | 20,2          | 6,2           |
| Кролевецький       | 44 170          | 93,4          | 4,1           | 2,5           |
| Менський           | 36 717          | 78,8          | 17,7          | 3,5           |
| Октябрський        | 24 424          | 98,7          | 0,9           | 0,4           |
| Охроміївський      | 25 062          | 96,4          | 3,2           | 0,4           |
| Сосницький         | 34 356          | 91,0          | 4,9           | 4,1           |
| Холмівський        | 29 230          | 98,6          | 0,6           | 0,8           |
| Чорнотицький       | 20 499          | 85,6          | 14,3          | 0,2           |
| Конотопська округа | 660 129         | 89,6          | 7,7           | 2,8           |

## Керівники округи

### Відповідальні секретарі окружного комітетуКП(б)У
- Аронов Ю. С. (1923—1924),
- Логинов Федір Савелійович (.08.1924—.03.1925),
- Тарасов Степан Никонович (1925—1929),
- Лунченко Яків Полікарпович (1929—1930),
- Жебровський Вацлав Юліанович (1930—.08.1930)

### Голови окружного виконавчого комітету
- Воронцов Георгій Георгійович (1923—1924),
- Богданов О., в. о. (1924),
- Разумов (1924),
- Пасічник (.09.1924—1925),
- Киричков Леонтій Федорович (1925—1926),
- Амосов Петро Пилипович (1927—1929),
- Чигрина П. М. (.10.1929—.05.1930)
- Чабай Григорій Данилович (.06.1930—.09.1930)